# Can Perpinyà (Vilademuls)
Can Perpinyà és una masia gòtica de Vilademuls (Pla de l'Estany) inclosa a l'Inventari del Patrimoni Arquitectònic de Catalunya.

## Descripció
Es tracta d'un edifici cobert a dues aigües, format per tres crugies, on la crugia central s'eleva formant un cos més alt que la resta. A l'eix central hi ha l'accés, amb porta dovellada sobre la qual es troba una elegant finestra gòtica, situada a nivell del primer pis, al cos superior i seguint aquest eix de simetria hi ha dos finestres d'arc de punt rodó. La orientació de la façana principal és a llevant. A ponent dona a la plaça de l'església des d'on hi ha un petit carrer que accedeix a l'era de la masia

## Història
Havia estat una masia important, lligada al nom d'una important família de la zona. A les reformes s'han fet modificacions molt importants que afecten al caràcter primitiu de la masia. Abans de les reformes la masia tenia una façana on, a partir de l'eix central de simetria, la distribució de les obertures era asimètrica, amb un balcó a la dreta de la finestra gòtica i cap obertura a l'esquerra. La vessant esquerra del teulat tenia més pendent que la de la dreta i feia que la façana sud només s'obrís a un nivell i no els dos actuals.. Tampoc coincidia l'eix del balcó amb la finestra de la part inferior, quadrada. Aquesta finestra s'ha convertit en model per la resta.